# Cetearylisononanoat
Cetearylisononanoat, auch Cetylstearylisononanoat, ist ein aus pflanzlichen Rohstoffen gewonnenes Wachs. Es handelt sich um eine Mischung von Estern der Isononansäure (hauptsächlich 3,5,5-Trimethylhexansäure) mit Cetearylalkohol.

## Verwendung
Cetearylisononanoat wird als Emolliens in Kosmetika verwendet. In ähnlicher Verwendung kommt das chemisch verwandte Cetylisononanoat zum Einsatz.

## Unerwünschte Wirkungen
Cetearylisononanoat besitzt in seltenen Fällen eine kontaktallergene Wirkung.